# Dublin (Ohio)
Dublin é uma cidade localizada no estado norte-americano do Ohio, no Condado de Delaware e Condado de Franklin e Condado de Union.

## Demografia
Segundo o censo norte-americano de 2000, a sua população era de 31.392 habitantes.
Em 2006, foi estimada uma população de 36.565, um aumento de 5173 (16.5%).

## Geografia
De acordo com o United States Census Bureau tem uma área de 54,7 km², dos quais 54,7 km² cobertos por terra e 0,0 km² cobertos por água.

## Localidades na vizinhança
O diagrama seguinte representa as localidades num raio de 12 km ao redor de Dublin.